# Artur Jorge (treinador, 1972)
Artur Jorge Torres Gomes Araújo Amorim (Braga, 1 de janeiro de 1972) é um treinador e ex-futebolista português que atuava como zagueiro. Atualmente está no Al-Rayyan.
Passou a maioria a sua carreira associado ao Braga. Como jogador, representou sempre o clube minhoto, com exceção da sua última época, onde fez um jogo pelo Penafiel. Como treinador, treinou diversos escalões dos Arsenalistas: Júniores, Sub-23, equipa B e duas passagens pela equipa principal.

## Carreira como jogador
Natural de Braga, Artur Jorge juntou-se à formação do clube local SC Braga com 14 anos.
A 29 de novembro de 1992, fez a sua estreia na Primeira Liga, entrando como suplente nos minutos finais de uma vitória por 2–1 em casa do Belenenses.[carece de fontes?]
A 24 de maio de 1998, foi capitão do Braga na final da Taça de Portugal, onde os minhotos foram derrotados por 3–1 pelo Porto.
Após 12 anos a representar o Braga, Artur Jorge, na sua última época como jogador, assinou pelo recém-promovido Penafiel, onde somou apenas 90 minutos em toda a temporada. No final da época 2004–05, aos 33 anos, Artur Jorge reformou-se.

## Carreira como treinador
Artur Jorge começou a sua carreira de treinador no Famalicão, guiando a equipa ao 3º lugar nos play-offs de promoção da 4ª divisão, falhando por pouco a subida. Posteriormente, treinou os Sub-19 do Braga por duas épocas, levando a equipa ao 2º e 3º lugar no Campeonato de Júniores.[carece de fontes?]
No início de 2012, o Braga anunciou que voltaria a ter uma equipa B, que competiria na Segunda Liga a partir da temporada 2012–13. Pouco tempo depois, Artur Jorge foi escolhido para treinar tal equipa. No seu primeiro jogo, a 11 de agosto, conquistou um empate por 2–2 frente ao Benfica B. A 16 de outubro, após o Braga B ter somado cinco empates e quatro derrotas em nove partidas, Artur Jorge demitiu-se.
Em julho de 2013, Artur Jorge foi anunciado como treinador do Tirsense.
Em 2017, voltou a assumir funções como treinador dos escalões jovens do Braga.

### Braga
A 1 de julho de 2020, quando Custódio se demitiu a 5 jogos do final da temporada, Artur Jorge foi nomeado treinador interino da equipa principal. Na sua estreia, três dias depois, venceu o CD Aves por 4–0, em casa. Na última jornada, venceu o campeão Porto por 2–1, garantindo o 3º lugar; após o final da época, Artur Jorge foi nomeado treinador dos Sub-23 do Braga.
A 16 de junho de 2021, Artur Jorge voltou a assumir funções como treinador do Braga B.

#### 2022–23
Na época 2022–23, o Braga fez a sua melhor temporada na Primeira Liga de sempre em termos de pontos (78), vitórias (25) e golos (75). Garantindo o 3º lugar, à frente do Sporting, os Arsenalistas qualificaram-se, pela primeira vez em 11 anos, para os play-offs da Liga dos Campeões.
Para além do sucesso no campeonato, o Braga chegou à final da Taça de Portugal, onde, a 4 de junho, perdeu por 2–0 frente ao Porto. Curiosamente, Sérgio Conceição, treinador dos Dragões já havia derrotado, como jogador, Artur Jorge na final da Taça de Portugal de 1998.

#### 2023–24
Na época 2023–24 estreou-se na Liga dos Campeões com uma derrota por 2–1 frente ao Napoli, mas fez história ao vencer o União Berlim por 3-2, após estar a perder por 2-0. Nunca uma equipa portuguesa tinha conseguido recuperar de uma desvantagem de dois golos na Liga dos Campeões.
Apesar do feito, o Braga não conseguiu alcançar uma vaga nas oitavas e teve de se direcionar aos 16 avos da Liga Europa – onde foi eliminado para o Qarabağ após dois jogos épicos que terminou na classificação do time Azerbaijano na prorrogação.
Meses antes de sua eliminação na Liga Europa, Artur conseguiu conquistar seu primeiro troféu com o elenco do Braga. Após uma campanha sólida na Taça da Liga, onde eliminaram o Sporting na semifinal, o clube conseguiu chegar a final e derrotar o Estoril nas penalidades. O time do referido treinador conquistou o empate no tempo normal e superou o clube adversário após um erro nas alternadas de Tiago Araújo (que chutou para fora).
| “                                   | Tivemos um jogo muito repartido, em que se equilibraram as forças em muitos momentos do jogo. Decidir nas grandes penalidades é sempre um momento de grande tensão. Está tudo ali, não há margem de erro. Treinámos, insistimos e preparámos este momento. O grupo tem sido extraordinário. Tivemos em janeiro uma fase muito difícil, mas temos um percurso que não se avalia em duas semanas. É fruto da capacidade do grupo, não só da qualidade mas das pessoas que tenho. Conseguimos estar mais perto do sucesso pelo que somos como jogadores, mas o fator determinante é o que somos enquanto homens. | ” |
| — Artur sobre vencer a Taça da Liga | |   |

Na Liga, o treinador fazia uma campanha sólida durante todo o Campeonato. Lá, ele estava liderando um grupo que mesclava jogadores jovens e experientes. Entre os mais velhos, destacavam-se Ricardo Horta, Pizzi, o goleiro brasileiro Matheus e os dois vencedores da Euro de 2016: João Moutinho e José Fonte. Além deles, Artur treinara Simon Banza, que estava disputando ativamente a artilharia da Primeira Liga com Viktor Gyökeres, do Sporting.
No fim de março, Artur Jorge acertou a transferência para o Botafogo por dois anos. O comandante de 52 anos foi o escolhido de John Textor para assumir o Alvinegro após a demissão de Tiago Nunes. A última partida do português à frente do Braga foi a vitória sobre o Portimonense por 5 a 3, no dia 1 de abril, pelo Campeonato Português.
| “                                                                              | A situação é muito clara. Sei que há um acordo entre os clubes, portanto houve essa negociação e a intenção de contar com meus serviços por parte do Botafogo. Há um acordo entre os clubes para poderem falar comigo, coisa que só faríamos depois desse jogo, por causa do meu compromisso de fazer esse jogo e tentar ganhar mais um jogo. Nessa altura, há um acordo entre os clubes e por mim será analisado para podermos ver, uma vez que o que conversamos também me agrada. É muito provável que hoje tenha feito meu último jogo pelo Sporting Braga | ” |
| — Artur Jorge em entrevista depois da partida no Estádio Municipal de Portimão | |   |

### Botafogo
No dia 3 de abril de 2024, o Braga confirmou a saída de Artur Jorge para o Botafogo por 2 milhões de euros (cerca de R$ 10,9 milhões). O português assinou contrato por dois anos com o Glorioso.[carece de fontes?]
Artur Jorge desembarcou no Rio de Janeiro no dia 3 de abril, ao lado de John Textor, dono da SAF Botafogo. Ainda no Aeroporto Tom Jobim, o português falou pela primeira vez como técnico do Alvinegro.
| “ | Minha ambição passa também por fazer um trajeto de sucesso no Botafogo. Venho para poder ajudar e cumprir os objetivos meus e do Botafogo. De fazer mais e melhor. Hoje, o mais importante é ver aquilo que queremos ver: a Taça Libertadores e podermos arrancar nesse campeonato. | ” |

Dois dias após desembarcar no Rio, Artur Jorge foi anunciado oficialmente pelo Botafogo nas redes sociais na sexta, 5 de abril, data que marcou também o início das atividades como treinador da equipe no Espaço Lonier, atual CT do clube carioca.
No dia 6 de abril, Artur Jorge foi oficialmente apresentado como novo treinador do Botafogo, em coletiva de imprensa no estádio Nilton Santos.
Artur Jorge estreou pelo Botafogo na Copa Libertadores da América em 11 de abril, perdendo para a LDU Quito por 1 a 0 fora de casa. Com o time na última colocação de seu grupo à terceira rodada, Artur Jorge comandou uma arrancada na competição, vencendo os três jogos seguintes e garantindo a classificação do Botafogo no segundo lugar do grupo. No mata-mata, Artur Jorge eliminou o tricampeão Palmeiras nas oitavas de final por 4 a 3 no placar agregado, o também tricampeão São Paulo nas quartas de final por 5 a 4 em disputa de pênaltis, e o pentacampeão Peñarol na semifinal por 6 a 3 no placar agregado. Responsável por levar o Botafogo à primeira final de Libertadores da sua história, Artur Jorge teve papel fundamental na vitória por 3 a 1 contra o Atlético-MG, reorganizando a equipe taticamente após perder um jogador por expulsão aos 40 segundos do primeiro tempo, o que garantiu o título inédito de campeão da Copa Libertadores ao Glorioso.
No dia 3 de janeiro de 2025, o Botafogo anunciou a saída de Artur Jorge. O Alvinegro informou que finalizou em comum acordo a rescisão do contrato de trabalho do técnico, já que o comandante tinha vínculo até o final de 2025 com os cariocas.

### Al-Rayyan
A 4 de janeiro de 2025, Artur Jorge foi oficializado pelo Al-Rayyan, do Qatar,  para comandar a equipa principal.  Chegou ao Al-Rayyan à 10.ª jornada no 8.º lugar, com 13 pontos, e terminou a época na 5.ª posição, com 33 pontos, tendo conquistado mais 20 pontos até ao final. Disputou também a final da UAE/Qatar Challenge Shield, e a final da Amir Cup 2025.

## Vida pessoal
O filho de Artur Jorge, conhecido pelo mesmo nome que o pai, é futebolista e defesa-central, tendo também jogado pelo Braga.

## Estatísticas como treinador
- Atualizado até 3 de janeiro de 2025

| Equipa    | País     | De                     | Até                   | Resultados | Resultados | Resultados | Resultados | Resultados | Resultados | Resultados | Resultados | Ref.                |
| Equipa    | País     | De                     | Até                   | J          | V          | E          | D          | GM         | GS         | DG         | %V         | Ref.                |
| --------- | -------- | ---------------------- | --------------------- | ---------- | ---------- | ---------- | ---------- | ---------- | ---------- | ---------- | ---------- | ------------------- |
| Famalicão | Portugal | 15 de dezembro de 2009 | 31 de maio de 2010    | 22         | 10         | 7          | 5          | 29         | 20         | +9         | 45,45      | [ 38 ]              |
| Braga B   | Portugal | 17 de maio de 2012     | 12 de outubro de 2012 | 9          | 0          | 5          | 4          | 6          | 11         | -5         | 0,00       | [ 39 ]              |
| Tirsense  | Portugal | 6 de julho de 2013     | 4 de novembro de 2013 | 10         | 3          | 4          | 3          | 12         | 12         | 0          | 30,00      | [ 40 ]              |
| Limianos  | Portugal | 24 de janeiro de 2017  | 16 de maio de 2017    | 15         | 3          | 5          | 7          | 13         | 20         | -7         | 20,00      | [ 41 ]              |
| Braga     | Portugal | 1 de julho de 2020     | 27 de julho de 2020   | 5          | 3          | 1          | 1          | 12         | 4          | +8         | 60,00      | [ 42 ]              |
| Braga B   | Portugal | 16 de junho de 2021    | 18 de maio de 2022    | 28         | 11         | 10         | 7          | 45         | 39         | +6         | 39,29      | [ 39 ]              |
| Braga     | Portugal | 18 de maio de 2022     | 3 de abril de 2024    | 99         | 64         | 12         | 23         | 214        | 131        | +83        | 64,64      | [ 42 ]              |
| Botafogo  | Brasil   | 3 de abril de 2024     | 3 de janeiro de 2025  | 56         | 33         | 14         | 9          | 90         | 51         | +39        | 67,26      | [carece de fontes?] |
| Total     | Total    | Total                  | Total                 | 244        | 127        | 58         | 59         | 421        | 288        | +133       | 55,52      |                     |

## Títulos

### Como treinador
Botafogo
- Campeonato Brasileiro: 2024
- Copa Libertadores da América: 2024

Braga
- Taça da Liga: 2023–24

### Prêmios individuais
- Melhor técnico do Campeonato Brasileiro: 2024[43]
- Prêmio Telê Santana (Bola de Prata): 2024
- Melhor Técnico (Troféu Mesa Redonda): 2024
- Prêmio talento que marca o mundo: 2024[44]
- Treinador Sul-Americano do Ano pelo jornal El País: 2024[45]

### Condecorações e honrarias
- Grau de Comendador da Ordem do Infante D. Henrique (17 de dezembro de 2024)[46][47]
- Troféu Quinas de Ouro: 2024[48]